# Hickson Compact Group

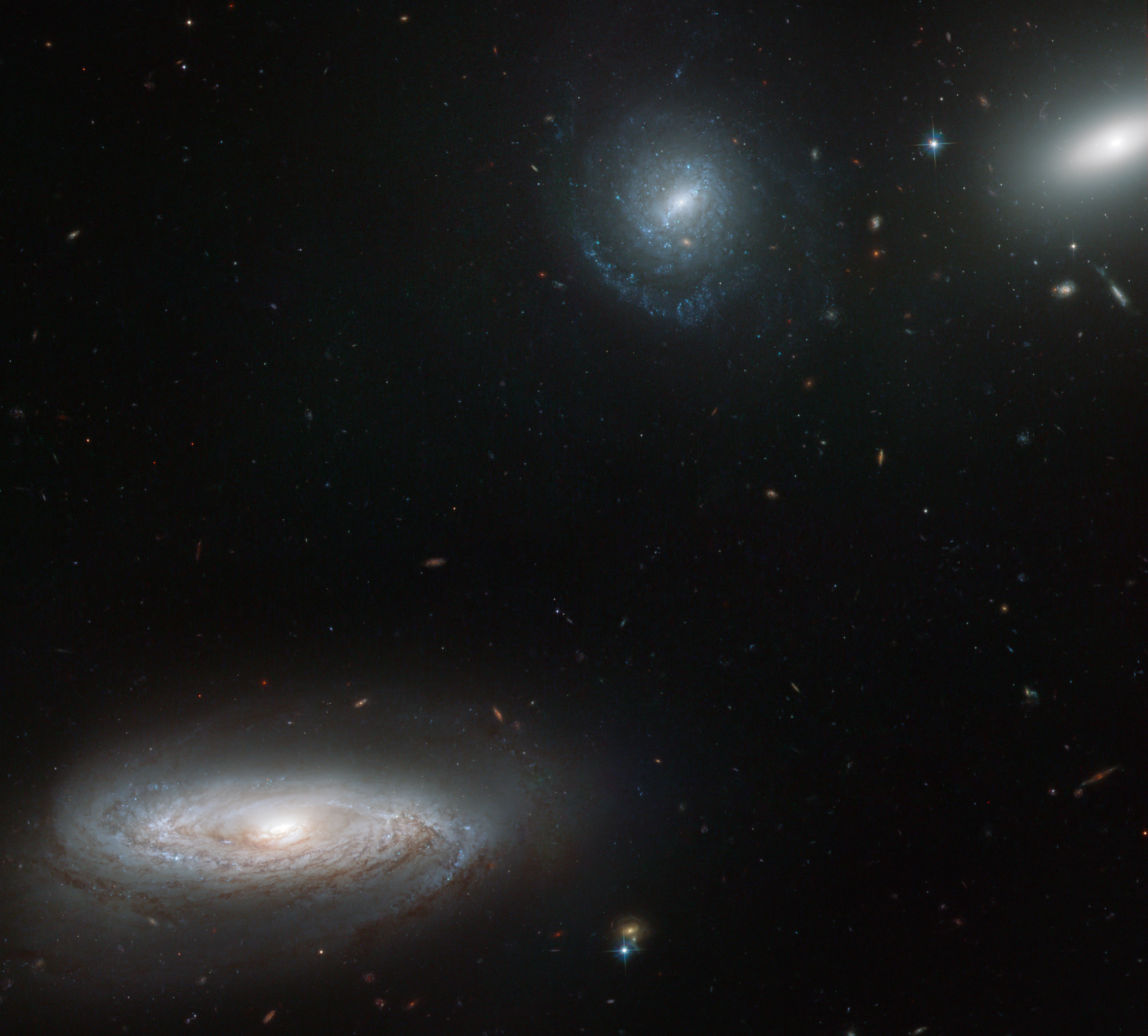
Hickson Compact Group 7 (foto genomen door Ruimtetelescoop Hubble)

Een Hickson Compact Group (afgekort: HCG) is een groep van sterrenstelsels die in 1982 werd beschreven en gepubliceerd door Paul Hickson.
De meeste bekende op zijn lijst van 100 objecten is HCG 92, beter bekend als het Kwintet van Stephan.
De Hickson Compact Group werd door Hickson als volgt omschreven:

De meeste compacte groepen bevatten een hoge fractie van sterrenstelsels met morfologische of kinematische eigenaardigheden, nucleaire radio- en infrarode emissie, starburst of een actief sterrenstelsel. Ze bevatten grote hoeveelheden diffuus gas en worden gedomineerd door donkere materie. Hevige botsingen tussen sterrenstelsels kunnen samenvoegingen teweegbrengen en kunnen leiden tot de uiteindelijke ondergang van de groep. Compacte groepen zijn verrassend talrijk, en kunnen een belangrijke rol in de evolutie van sterrenstelsels spelen.

## 28 sterrenbeelden
Hickson's compacte groepen zijn te vinden in de sterrenbeelden Andromeda, Aquarius (Waterman), Aries (Ram), Bootes (Ossenhoeder), Canes Venatici (Jachthonden), Cancer (Kreeft), Capricornus (Steenbok), Centaurus (Kentaur), Cetus (Walvis), Coma Berenices (Haar van Berenice), Draco (Draak), Eridanus (Rivier), Hercules, Hydra (Waterslang), Leo (Leeuw), Lepus (Haas), Lynx, Orion, Pegasus, Pisces (Vissen), Piscis Austrinus (Zuidervis), Sagittarius (Boogschutter), Serpens Caput (kop van de slang), Sextans (Sextant), Taurus (Stier), Ursa Major (Grote Beer), Ursa Minor (Kleine Beer), Virgo (Maagd).
Met 13 exemplaren bevat het sterrenbeeld Cetus (Walvis) het grootste aantal HCG's.

## Afbeeldingen

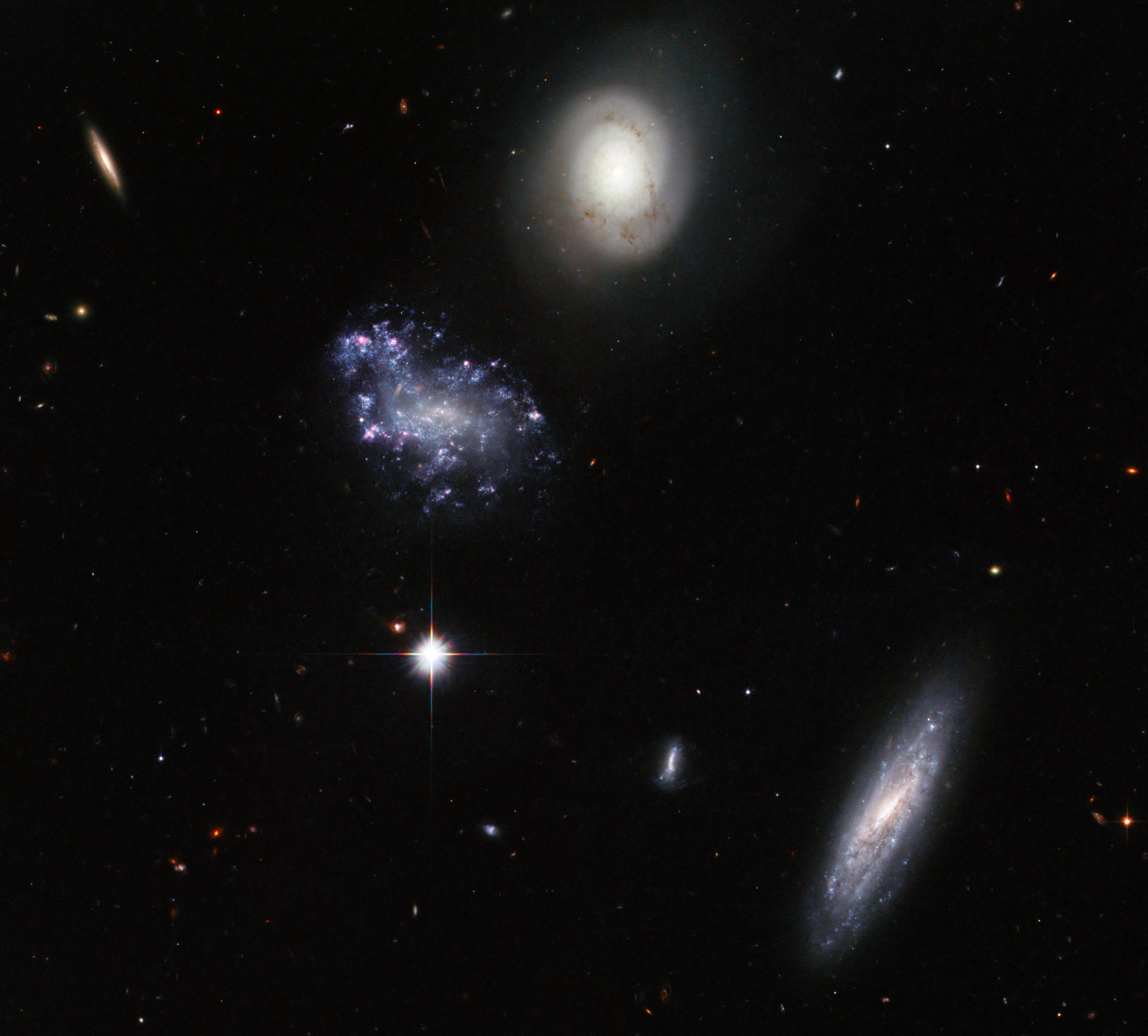
Hickson Compact Group 59 gefotografeerd door Ruimtetelescoop Hubble.
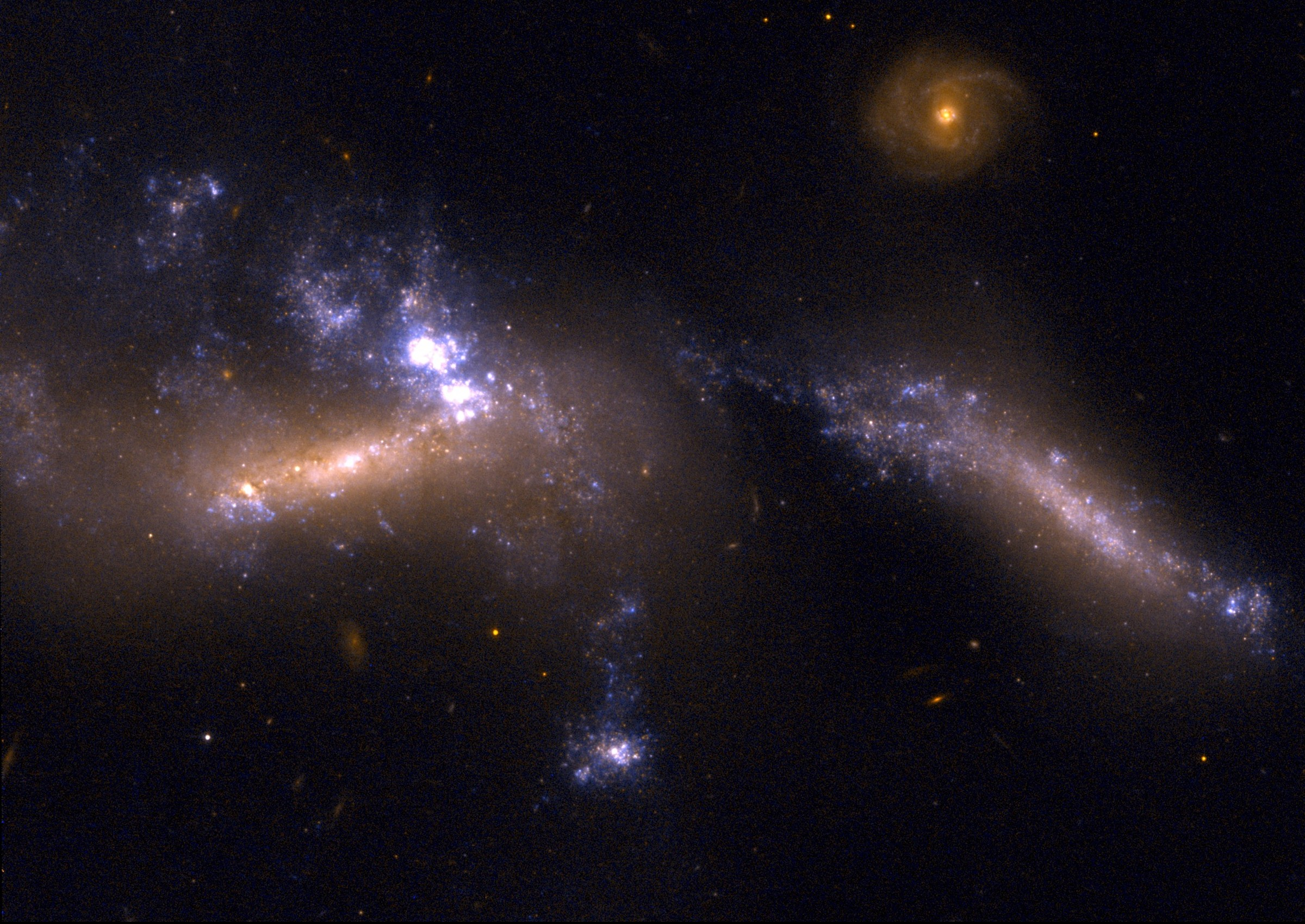
HCG 31 door Ruimtetelescoop Hubble.
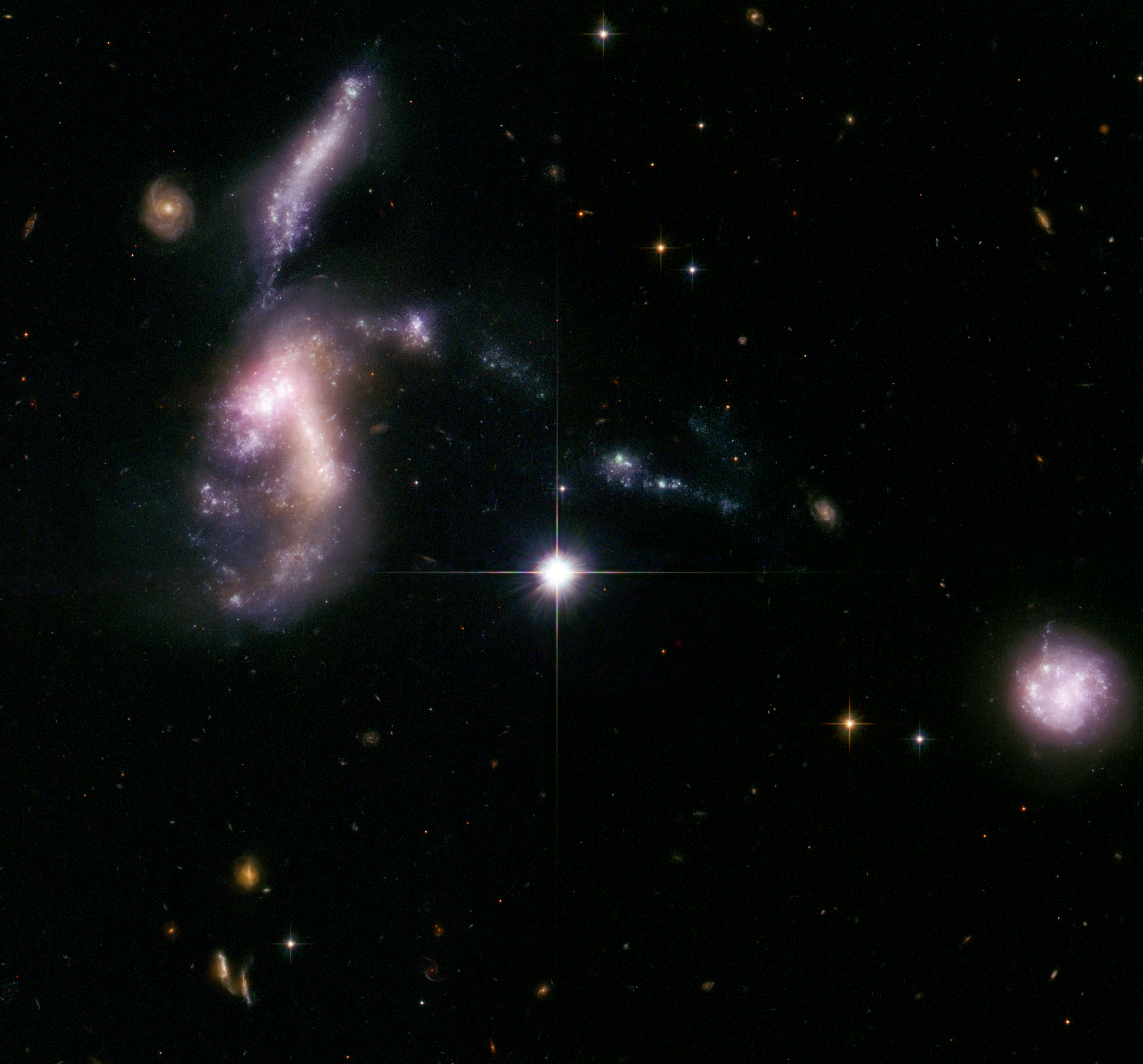
HGC 31.
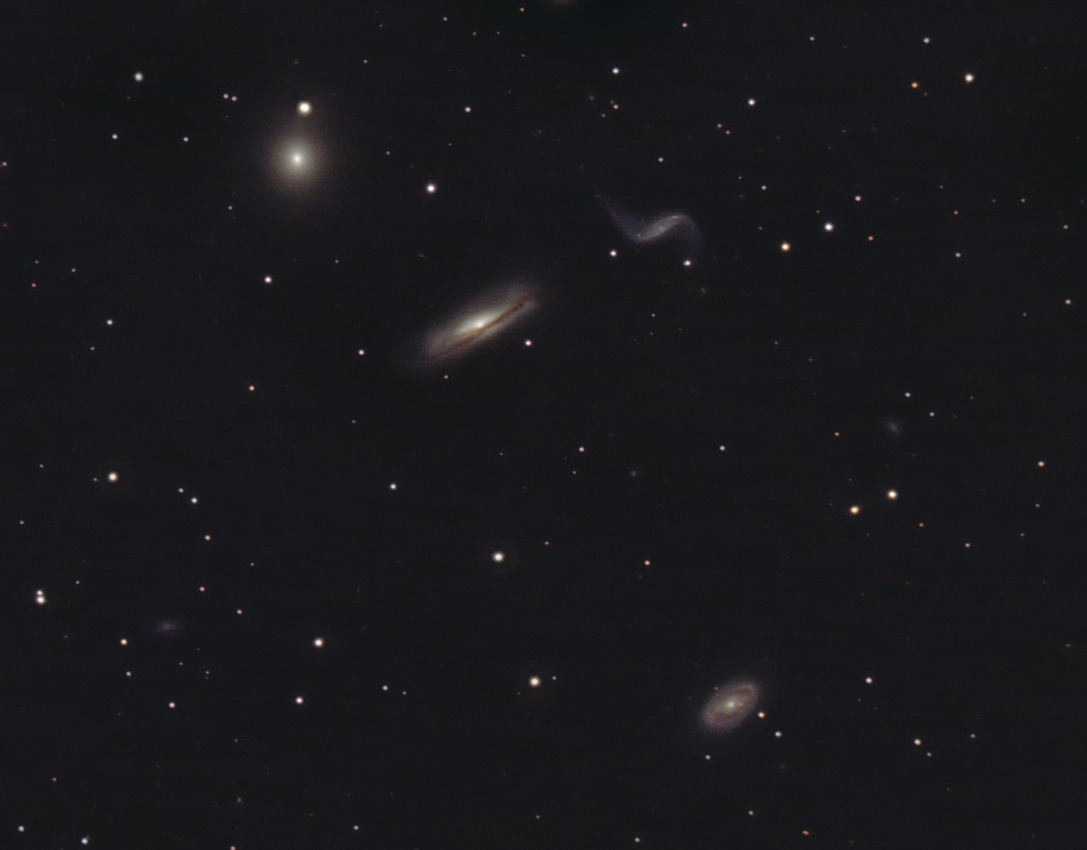
HCG 44 door Hunter Wilson.